# 卡特琳·舍格伦
卡特琳·舍格倫（瑞典語：Katrin Sjögren；1966年2月2日—），是一名奧蘭政治人物。
舍格倫在2003年奧蘭議會選舉裡首次當選議員，2007年到2011年擔任社會事務和環境部長；至2012年成為奧蘭自由主義者黨魁。
2015年選舉中奧蘭自由主義者成為議會第一大黨，舍格倫被任命為奧蘭總理。